# José Alberto

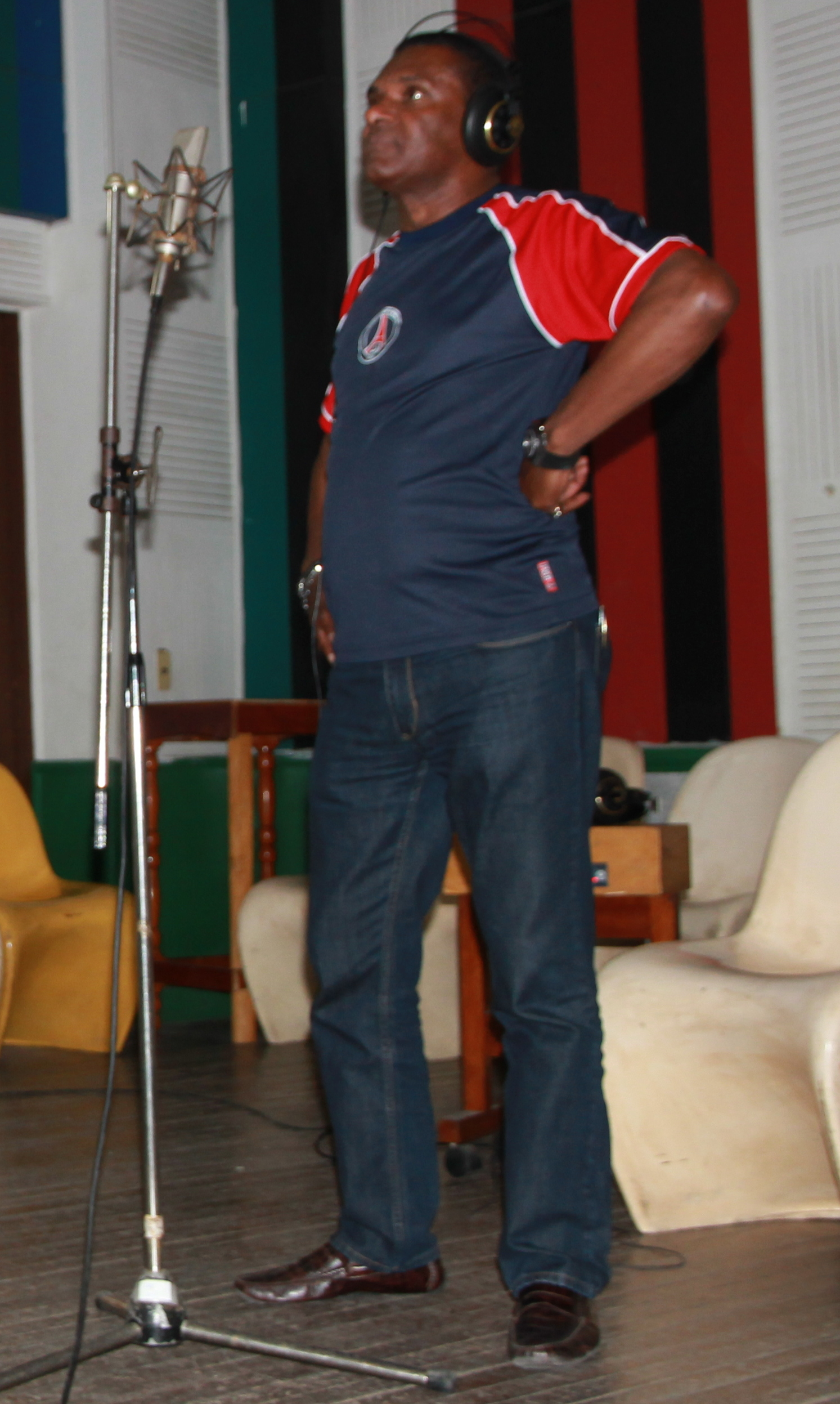
José Alberto, 2014

José Alberto (* 22. Dezember 1958 in Santo Domingo, Dominikanische Republik), eigentlich José Alberto Justiniano, wegen seines Gesangstalent auch als „El Canario“ (span. Der Kanarienvogel) bezeichnet, ist ein dominikanischer Salsamusiker.

## Werdegang
José Alberto wurde 1958 im Viertel Villa Consuelo in Santo Domingo geboren. Im Alter von sieben Jahren zog er mit seiner Familie nach Puerto Rico, wo er an der Las Antillas Military Academy sang. In den 1970er Jahren zog er nach New York um und hatte dort Engagements bei zahlreichen Orchestern. Im Oktober 1977 erreichte er als Bandleader der Gruppe Típica 73 internationale Aufmerksamkeit.
1983 gründete José Alberto seine eigene Band und wurde nach Erscheinen des Albums Noches calientes 1984 in der Salsaszene berühmt. Das 1991 erschienene Dance with Me war mit Hits wie Sueño contigo wegbereitend für den Musikstil Salsa Romántica. José Alberto sang auf Konzerten in der Dominikanischen Republik, Puerto Rico, Peru, Venezuela, Panama und Ecuador. Am 24. Mai 2008 feierte José Alberto seine 30-jährige Tätigkeit in der Musikindustrie mit einem großen Konzert im United Palace Theater auf dem Broadway in New York. Unter den Gästen waren Oscar D’León, Ismael Miranda, Raulín Rosendo, Joe Arroyo und der Musikproduzent Ralph Mercado.

## Diskografie
- Tipicamente (1984)
- Sueño contigo (1989)
- Mis amores (1990)
- Dance with Me (1991)
- Llegó la hora (1992)
- De pueblo y con clase (1993)
- On Time (1995)
- Serie Cristal Greatest Hits (1997)
- Back to the Mambo – Tribute to Machito (1997)
- Mis mejores canciones (1998)
- Herido (1999)
- Diferente (2001)
- Palladium Series Vol. 2 (2001)
- Oro salsero (2003)
- Then and Now (2004)
- Top 10 (2004)
- Pura salsa (2006)
- La historia – mis éxitos (2007)
- Serie cinco estrellas de oro (2008)
- The Greatest Salsa Ever (2008)